# Гай Кальпурний (эдил)
Гай Кальпу́рний (лат. Gaius Calpurnius; умер после 23 года до н. э.) — римский политический деятель из плебейского рода Кальпурниев, курульный эдил (дата неизвестна) и плебейский эдил-суффект в 23 году до н. э.
Гай Кальпурний упоминается только в одном источнике — в «Римской истории» Диона Кассия. Там сообщается, что в 23 году до н. э. из-за смерти плебейского эдила были проведены дополнительные выборы. Гай Кальпурний выдвинул свою кандидатуру, хотя прежде занимал должность курульного эдила, и получил эту должность.